# Obergriesbach
Obergriesbach ist eine Gemeinde im schwäbischen Landkreis Aichach-Friedberg. Sie ist Mitglied der Verwaltungsgemeinschaft Dasing.

## Geografie
Die Gemeinde liegt in der Planungsregion Augsburg. Das Gemeindegebiet besteht aus den Gemarkungen Obergriesbach und Zahling.
Es gibt drei Gemeindeteile (in Klammern ist der Siedlungstyp angegeben):
- Obergriesbach (Pfarrdorf)
- Weidach (Einöde)
- Zahling (Pfarrdorf)

Eg gibt die Gemarkungen Obergriesbach und Zahling.

## Geschichte

### Bis zum 19. Jahrhundert
Obergriesbach entstand in der ersten Hälfte des 12. Jahrhunderts. Als Stammvater der Griesbacher gilt Ludlof von Hahnreith, der 1124 den Namen Griezbeck von Griezenbach annahm. Er ist also zugleich der Ahne von Obergriesbach.
Im Jahre 1468 übernahm Wigulaeus von Weichs die Burg Obergriesbach. Wertvolle Grabsteine in der Pfarrkirche St. Stephan zeugen noch heute davon. Die gesamte Hofmark wurde 1730 an die Reichsgräfin Marie Violante Theresia von Thurn und Taxis verkauft.
Seit 1831 sind die Freiherren von Gravenreuth mit Sitz in Affing auch Eigentümer der Hofmark Obergriesbach. Seitdem ist das Schloss meist Witwensitz der Freiherren von Gravenreuth.

### Eingemeindungen
Im Zuge der Gebietsreform in Bayern wurde am 1. Juli 1972 die Gemeinde Zahling eingegliedert.

### Ausgliederungen
Am 1. Mai 1978 wurden Gebietsteile mit damals etwa 15 Einwohnern (Einöde Latzenhausen) an die Nachbargemeinde Dasing abgetreten.

### Einwohnerentwicklung
Nach dem Ersten Weltkrieg hatte Obergriesbach etwa 400 Einwohner, Zahling ca. 200. Nach dem Zweiten Weltkrieg stiegen die Einwohnerzahlen um über 100 je Ortschaft an.
Auf dem Gebiet der heutigen Gemeinde gab es
- 1961: 0854 Einwohner[6]
- 1970: 1059 Einwohner[6]
- 1987: 1545 Einwohner
- 1991: 1686 Einwohner
- 1995: 1730 Einwohner
- 2000: 1807 Einwohner
- 2005: 1991 Einwohner
- 2010: 1969 Einwohner
- 2015: 1986 Einwohner
- 2018: 1964 Einwohner
- 2019: 1963 Einwohner[7]

Zwischen 1988 und 2019 wuchs die Gemeinde von 1588 auf 1963 um 375 Einwohner bzw. um 23,6 %.

## Politik

### Bürgermeister
Neuer Erster Bürgermeister ist seit 1. Mai 2020 Jürgen Hörmann (Wählerblock Zahling), der mit 73,05 % der gültigen Stimmen am 15. März 2020 gewählt wurde. Er ist der Nachfolger von Josef Schwegler, der 30 Jahre lang – ab 1. Mai 1990 – die Gemeinde leitete.

### Gemeinderat
Für die Amtszeit vom Mai 2020 bis April 2026 ergab sich bei der Wahl am 15. März 2020 folgende Zusammensetzung:
| Parteien und Wählergemeinschaften      | 2020  | 2020  | 2014  | 2014  |
| Parteien und Wählergemeinschaften      | %     | Sitze | %     | Sitze |
| -------------------------------------- | ----- | ----- | ----- | ----- |
| Dorfgemeinschaft Obergriesbach-Zahling | 57,6  | 7     | 72,2  | 10    |
| Wählerblock Zahling                    | 42,4  | 5     | 27,8  | 4     |
| Gesamt                                 | 100,0 | 12    | 100,0 | 16    |
| Wahlbeteiligung in %                   | 75,2  | 75,2  | 66,0  | 66,0  |

### Verwaltung
Die Gemeinde ist Mitglied der Verwaltungsgemeinschaft Dasing.

### Wappen
| Wappen Gde. Obergriesbach | Blasonierung: „In Rot ein erhöhter silberner Stufengiebel, belegt mit einer eingeschweiften schwarzen Spitze, darin unten ein silberner Wellenbalken.“ |
| Wappen Gde. Obergriesbach | Wappenbegründung: Das Gemeindewappen erinnert an zwei für den Ort wichtige Familien. Der Stufengiebel stammt aus dem Siegel der Herren von Griesbach, die Obergriesbach bis 1293 als Lehen des Klosters Biburg innehatten. Das Kloster behielt den Ort bis 1468 als Hofmark und verkaufte ihn dann an die Herren von Weichs, die bald auch Zahling und Latzenhausen dazu erwarben. Die eingeschweifte Spitze ist ihrem Wappen entnommen. Der Wellenbalken weist auf die Lage der Gemeinde im Tal der Paar hin. |

### Gemeindepartnerschaften
- Gemeindeteil Zahling mit Zahling-Eltendorf (Österreich)

## Sehenswürdigkeiten

Schloss (1645–1718)

- Schlosscafe (ehemals Schloss Obergriesbach, sogenanntes Försterhaus, langgestreckter Walmdachbau, im Kern erste Hälfte 18. Jh., äußere Erscheinung Anfang 20. Jh.) Das alte Richterhaus, in dem einst Pfleger und Richter der Hofmark Obergriesbach über das Gemeinwesen walteten, Streitigkeiten schlichteten und über die Moral der Gemeinde urteilten, wurde im November 1948 zum Schlosscafe. Nicht nur aus der näheren Umgebung, sondern oft von weit her kamen die Gäste, um das alte, renovierte Gebäude mit einer künstlerisch-geschmackvollen Ausstattung unweit des Obergriesbacher Schlosses und dem idyllischen Garten zu besuchen. Auch eine Reihe prominenter Gäste, wie Rockefeller-Erben, königliche Hoheit Prinzessin Pilar von Bayern mit Prinz Ludwig von Bayern, der ehemalige Ministerpräsident Alfons Goppel usw. besuchten das Schlosscafé. Seit einigen Jahren wird das Schlosscafé nur noch privat genutzt.
- Katholische Pfarrkirche St. Stephan, 1907
- Aukapelle (kath. Kapelle Unserer Lieben Frau ob der Au; 1714 erbaut, 1737 erweitert) Im sogenannten Mirakelbuch wurden von den damaligen Pfarrern die Wundertaten, die in der Aukapelle geschehen sind, aufgezeichnet. Demnach waren in der Zeit von 1691 bis 1757 insgesamt 570 Flehgebete an die Muttergottes erhört worden. Zahlreiche Votivtafeln geben noch heute ein belebtes Zeugnis davon ab. – Die gesamte Pfarrgemeinde und viele Gäste und Ehrengäste aus nah und fern waren auf den Beinen, als man in Obergriesbach im Mai 1985 die Festlichkeiten zur 300-Jahr-Feier der Aukapelle beging.

## Wirtschaft und Infrastruktur

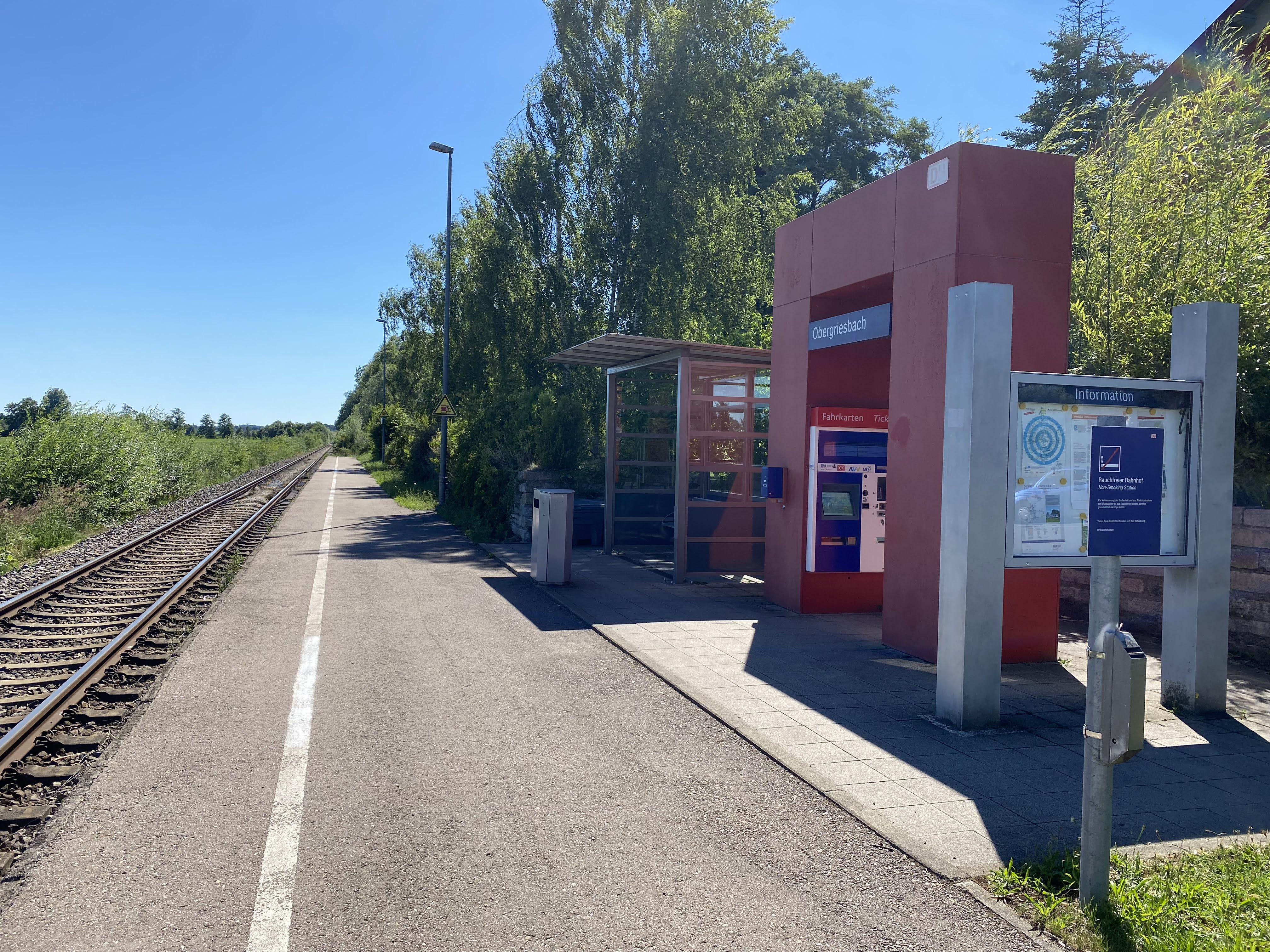
Der Haltepunkt Obergriesbach

### Wirtschaft einschließlich Land- und Forstwirtschaft
Es gab 2013 insgesamt 182 sozialversicherungspflichtig Beschäftigte am Arbeitsort. Sozialversicherungspflichtig Beschäftigte mit Wohnort Obergriesbach gab es insgesamt 772. Damit hatte die Gemeinde um 590 Personen mehr Aus- als Einpendler.
Im Jahre 2010 existierten zwölf landwirtschaftliche Betriebe. 2013 waren 521 Hektar (50,5 %) der Gemeindefläche landwirtschaftlich genutzt, 354 Hektar (34,3 %) waren Wald. Die Siedlungsfläche betrug 137 Hektar (13,3 %).

### Verkehr
Obergriesbach liegt zentral in der Wirtschaftsregion München-Augsburg. Dies ist auch der Grund, warum in nur zehn Minuten die A 8 und die Bundesstraße 300 zu erreichen sind. Des Weiteren ist in Obergriesbach ein Haltepunkt der Bahn eingerichtet.
Die nächsten Flugplätze sind der Verkehrslandeplatz Augsburg und der Flughafen München (ca. eine Stunde Fahrzeit).

### Paartalbahn
Seit 1875 sind Obergriesbach und seine Umgebung an das Eisenbahnnetz angeschlossen. Die Bahnstrecke soll aus gegenwärtiger Sicht aus kommerziellen und strukturellen Gründen erhalten bleiben. Heute fährt die Paartalbahn im halben Stundentakt nach Augsburg und Aichach sowie im Stundentakt nach Ingolstadt. Außerdem ist sie verknüpft mit dem AVV. Die neue Park-und-Ride-Anlage erleichtert das Umsteigen vom Auto in den Zug.

### Bildung
Im Jahr 2014 gab es folgende Einrichtungen:
- Kindertageseinrichtung mit 75 Plätzen; davon waren 55 belegt.

## Persönlichkeiten
Im Gemeindeteil Zahling sind die Motorradrennfahrer Helmut Bradl, Vizeweltmeister von 1991, und dessen Sohn Stefan Bradl, Weltmeister von 2011, ansässig.
Die Fußballspielerin Ricarda Walkling ist in Obergriesbach aufgewachsen.